# Зоря (Володимирський район)

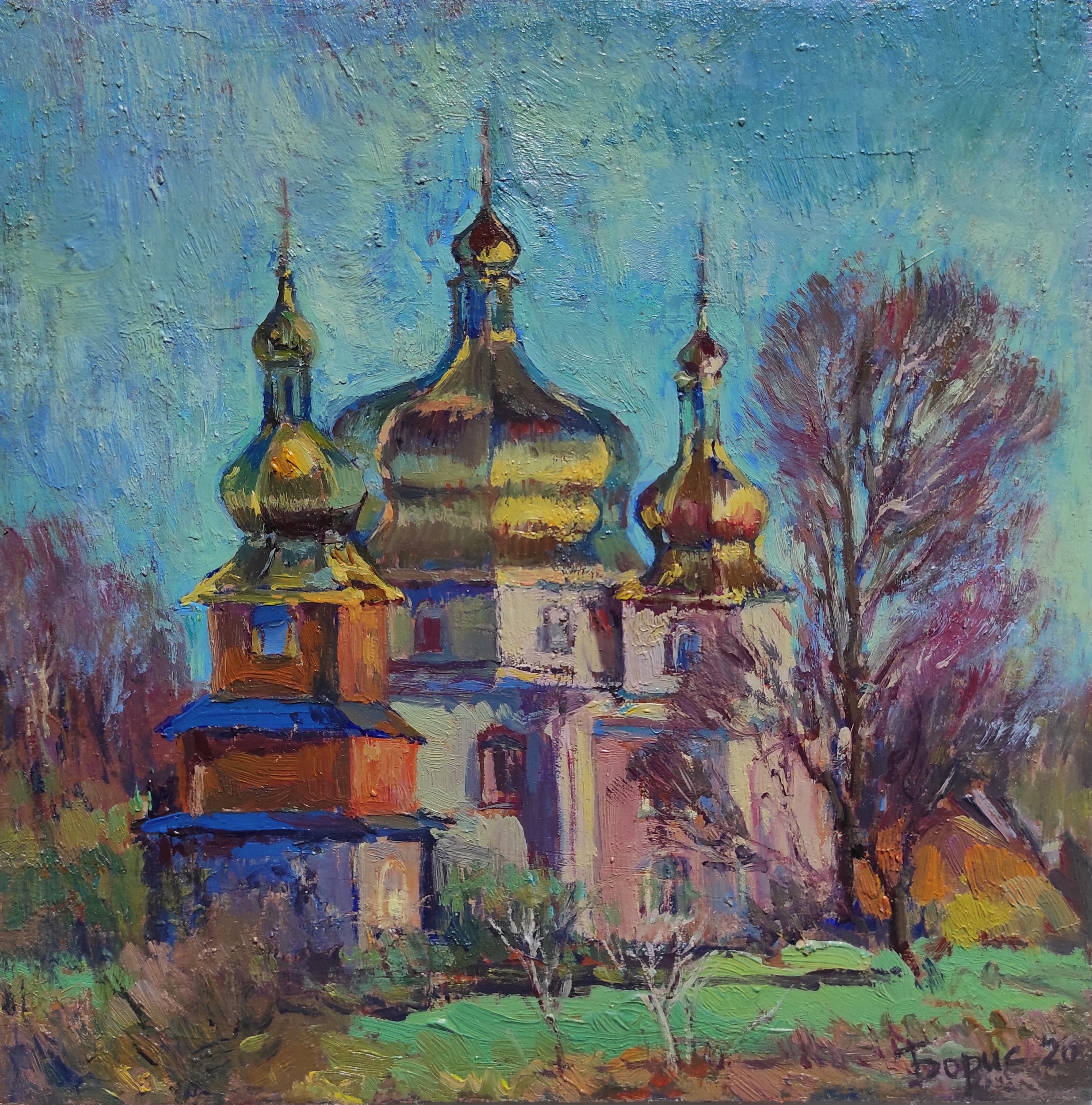
Православна церква с. Зоря Володимир-Волинського району (кін. 90-х рр. XX ст.). Олійний живопис, автор Тетяна Борис.

Зоря́ (до 1964 — Пузів) — село в Україні, в Устилузькій міській територіальній громаді Володимирського району Волинської області.
Населення становить 338 осіб. Розташоване на лівому березі річки Золотуха. У серпні 2015 року село увійшло до складу новоствореної Устилузької міської громади.

## Історія
Пузів (Пузов – рос., Puzów – пол.; з 1964 р. с. Зоря Володимир-Волинського району Волинської області) – населений пункт, що ймовірно був заснований шляхтичами Пузовськими і знаходився на території Великого князівства Литовського (після 1569 р. – Речі Посполитої). З XVI ст. вони як власники цих земельних наділів залишили чимало епізодів про свою родину. Інформація зафіксована в актових книгах Володимирського ґродського суду, які хронологічно охоплюють період 1566–1570 рр., а також зберігаються у фонді 28 Центрального державного історичного архіву України м. Київ. Це книги з трьома блоками (декретові, записові й поточні), зшиті в одну. У них вказані всі ті правопорушення, які пізніше могли стати підставою до судового процесу. Декретові записи містили судові рішення в цивільних і кримінальних справах; записові – акти продажу, оренди, застави, інвентарі тощо; поточні – скарги позивачів, показання свідків, свідчення і заяви возних. Так 26 січня 1568 р. в оповіді Володимирського ґроду власник м-ка Верба Дубенського повіту Василь Мировицький повідомив про напад Семена Пузовського на його підданих, зокрема із зазначенням їхнього побиття і пограбування. Наступна оповідь мала взаємний характер щодо шляхтича Семена Пузовського. Цього разу возний Юхно Оранський оглянув коня з возом і сіном, який був вкрадений вербським підданим Василем Мировицьким Мицею у землевласника Семена Пузовського. Це були не єдині скарги, що стосувалися побиття членами Пузовських інших представників землян. До прикладу, в одному з рішень суду вказувалася відстрочка розгляду справи за скаргою міщан Василя й Семена Радковичів на Богдана Пузовського про побиття й пограбування їхнього брата Сави. Цьому запису передувало замирення ув’язнення перед братами Радковичами. Проте, наступне зізнання возного Івана Літинського свідчить, що Тиміш Пузовський отримав судовий позов на сина Богдана. Рішення суду в справі за скаргою володимирського міщанина Сави Радковича на Богдана Пузовського про побиття й пограбування на дорозі з Вербської діброви винесли 28 грудня 1568 р.
У XVI ст. найважливішою категорією судових кримінальних справ, які входили до компетенції судів, були крадіжки. Наведемо кілька ситуацій, які відбулися у житті шляхтичів Пузовських. У 1579 р. місцем конфлікту стала церква с. Пузів. Семен і Аврам Пузовські скаржилися на Михайла Пузовського, який «пошедши до церкви, тамь дей не видаю якимъ обычаемъ у церковъ уломився, и тамъ што хотел, то броилъ». Оглянувши церкву возний засвідчив, що «есмо на замъку знакъ рубаный, половица прибою отломлена, а въ церкви видели есмо крилос порубаный, и стены на колконадцатъ местцахъ порубаны, и образы на земли лежачые, и скрипица подданого пана Тимоша Пузовского Назарковича тамъ же в той церкви нашли.» Також його розповідь доповнив отець церкви: «за такимъ кгвалтованымъ нахоженемъ, не знашол есми в церкви сванелия зо срибломъ и рыз двоих: одных коленских белыхъ, в которых на плечах и на подолку окладки отъласу чирвоного и шнуркованя в одное из золота а крижи два перлы сажоные, которые дей коштовали шести копъ грошей, а другихъ выбойковыхъ чирвоных, штихар из зарукавемъ. И моих дей власныхъ пенезей на жертовънику грошей двадцать взято, яко дей уже, слышал есми, признаваютъ двадцать грошей».
Інший випадок стосувався порубки восьмирічної бортної сосни та спалення іншої, а також викрадення меду. Засідання копного суду відбулося у Пузівському лісі за Білинським полем 20 квітня 1608 р. У ньому брали участь жителі сс. Велика Вербка, Руда, Овлучим, генеральні возні Наум Кузьминський і Стефан Ковалевський. Підозру отримали шляхтичі: Василина Вербська, Семен Русальський, Мартин Андрузький і Павло Дахнович, жителі сс. Вербне (ред. авт. – нині Верба) та Вохновичі (ред. авт. – нині Охнівка). На засідання суду вони не з’явилися. З цієї причини розгляд справи перенесли на другу копу, призначену на тому ж місці 27 квітня. Але, обвинувачені і цю копу проігнорували, як і третю – 4 травня. Тому суд ухвалив рішення, яким визнав цих суб’єктів винними у вчиненні злочину, зобов’язавши відшкодувати збитки потерпілій Магдалині Аврамівній Пузовській.
Окрім типових кримінальних справ, копні суди розглядали справи про чари, ворожіння та вбивства. Останні стосувалися майнових суперечок родини Пузовських. Перший випадок був лише словесним залякуванням і вторгненням уночі Івана Пузовського до будинку рідного брата Аврама. Причини ворожнечі неодноразово звучали про його намір: «О том ведай, иж тебе забивши, як пса, за ноги зъволоку с того двора, або тебе спалю з домом и зо въсею маетносью твоею, бо, дей, где мешкаеш, теды то мое, водно ми то палити». Друга подія інформувала про вбивство Семена Богушевича Пузовського Тимошем і його синами Павлом, Михайлом Пузовськими 27 вересня 1579 р., а третя – змову Анастасії Пузовської з рідним братом на вбивство власного чоловіка Карпа.
Щодо другого та третього випадків, то особи, які вчинили злочини мали б відбувати ув’язнення у замку відповідно до судового вироку чи приятельських домовленостей. Так, Тиміш і його сини Павло, Михайло Пузовські були зобов’язані перед братами вбитого за приятельською угодою прийняти ув’язнення своїм коштом: учасники бійки – у горішній частині вежі на замку у відповідності зі статутом рік і шість тижнів, а вбивця – внизу у Кременецькій вежі два роки «кром вшелякое прозбы и милосерьдья»… Однак, не відомо чи винуватець відбув цю кару.
Після смерті Семена Пузовського його дружина Марина Іванівна з Підгороденських «взявши тело мужа своего, тут до вряду при мне, возном, привезши, поволане […] вчинила». Зазвичай «волання» над тілом відбувалося у замку – місці досудових процедур.
Проте, сумувати вдові небіжчика довелося недовго. У 1580 р. землевласники Аврам, Богдан та Іван Пузовські позивалися зі своєю невісткою, яка «не заховавшися водле права и повинности своее хрестянское, скоро по забитью небожчика брата нашего Семена а мужа своего, и тела его небожчиковского не поховавши до земли, и права о голову мужа своего на вряде не доведши, за пана Касперского замуж пошедши…». 
Шлюб Марини Пузовської і Яна Касперського відбувся у церкві св. Юрія м. Устилуг Володимирського повіту Волинського воєводства. За словами братів діти від першого шлюбу були відправлені у невідомому напрямку, а спільно нажите майно (золото, срібло, військова зброя, коні, зернові культури тощо) розтрачене з наступним чоловіком.
У 1601 р. ще одна представниця із родини Пузовських Анастасія Михайлівна з Шабановських змовилася з рідним братом Василем Шабановичем проти чоловіка Карпа Пузовського у його ж маєтку, де чоловіка «на смерть забили, замордовали и тело его небожчиковское, вложивши на сани, оттол з дому его и з села Пузова вывезши под Ворчином, маетностью пашою, на дороге покинули…». Вбивство відбулося 7 лютого цього ж року. Через чотири дні батько Анастасії Михайло Шабан-Гноєнський заніс до суду зустрічну скаргу на братів Пузовських, які спіймали його дочку, нанісши тілесні ушкодження. Також пограбували її майно, сумою у 300 злотих. На цю ситуацію, яка відбулася у родині Пузовських возний підтвердив, що Анастасія «в Пузове вь везенью окрутнымь, то есть за шию вь ланцуху всажоную у двори небожчика Карпа и в пута, албо в кайданы, за ноги окованую», и что ее затемь «в томь же ланцуху и с путомь у замку Володимерскомь осажоно», откуда 14 марта она была взята на поруки». Таким чином, у Володимирському ґродському суді одночасно виникало дві справи: перша – за звинуваченням Анастасії Михайлівни у вбивстві чоловіка, друга – братів Пузовських у протизаконному арешті невістки. Протягом 1601 і 1602 рр. було назначено кілька судових процесів, але їхній розгляд припинили у зв’язку з примиренням братів з Анастасією Михайлівною у березні 1602 р. Брати Пузовські були задоволенні вирішенням позовних умов, оскільки отримали в користування частину майна у с. Пузів.
Починаючи з середини XVI ст. і до початку XX ст., с. Пузів перебувало не лише у власності Пузовських, а й дідича Станіслава Козики, Кристини Вольської (орендар Зофія Вольська). Також вдалося віднайти прізвища інших представників земельних володінь: Богдана Туминського (1587 р.), Максима Людовича (1609 р.), Станіслава Вольського (1620-ті рр.), Дмитра Грознова (1811–1819 рр.), Фоми Жигодуського і Михайла Рудковського (1824–1828 рр.), Христофора Мясковського (1833–1844 рр.), Вікентія Скибнєвського (1836–1846 рр.), Зенона і Адольфа Врублєвських (1846–1862 рр.), Еміліана Врублєвського і Петра Виноградського, Христофора Корбєна (1913 р.).
Серед вище перелічених осіб більш детально зупинимося на двох поміщиках – Скибнєвському та Врублєвському, про яких можна дізнатися з документу, збереженого у Державному архіві Волинської області. Зокрема, в ньому вказано, що у грудні 1836 р. під час публічних торгів у Волинському губернському правлінні поміщик з Ковельського повіту Вікентій Скибнєвський придбав земельні наділи у сс. Ворчин і Пузів (отримав по останньому восьмому народному перепису сімдесят п’ять селян чоловічої статі; орної землі 217 дес. 1920 саж.; сінокосної – 84 дес. 1680 саж.; по селянам, які вибули з села: орної землі 30 дес. 600 саж.; городної – 4 дес. 2016 саж.; сінокосної – 118 дес. 992 саж. тощо), які згодом продав своєму племіннику поміщику з Мінської губернії Пінського повіту Адольфу Зеноничу Врублевському за 750 руб. сріблом.
Цікавим є «Инвентарь поезуитского имения Деревни Ворчина и Части Села Пузова Волынской Губерніи Владимирского уезда Приобретателю Помещику Викентию Скибневскому по силе указа Волынской Казенной Палаты на Грунте 1838 Года Месяца апреля 22 дня», який входить до цієї справи. Інвентарна інформація має графи, у яких зазначені імена і прізвиська селян, кількість тварин (вказані: свині, вівці, телята, корови, лошаки, воли, коні) у господарстві голів сімей, їхня придатність чи непридатність до роботи, повинність селян, господарський інвентар (плуги, мотики, каплуни й ін.) і т. д. У окремій графі навпроти прізвиська особи інколи фіксували прізвище, сімейний статус, переселення або його тимчасове місцезнаходження в іншому селі.
Щодо повинностей селян, то крім «барщины … отбывають крестьяне Ворчинскіе и Пузовскіе сторожу по очереди Суточную и Варту ночную, двора и фольвареныхь строеніи, до Копанія Огродов, Полотья, и поливанія Карусты, мазанія фольварковь и Корчемь безь Панщины употребляются Панщина Челядная вь Графахь означена употребляется только вь Летнее время чрезь Шесть месяцевь вь тоже время прядуть мотки со дворскаго прядива которое тоже за даремщыну дочиста выдемо ... по десять сь каждой хаты :/: какь вь графахь показано. На Барщину выходять о всходе, а сь оной сходять озаходе Солнца Вымолотывають озимины по Сорокь сноповь а Ярины по копе одной Выжинають озимины Копу одну, Ярины …. вяжуть копь три за день Панщины вь Случае Транспортовьь беруть на подводу озимино по пять а Ярины по Шесть Копцовь. Шарварки вь Графахь означенные употребляются до подгребель и дороге…». Церковний староста та його сім’я були відсторонені від примусових обов’язків, які виконували залежні селяни [16]. Проте, серед останніх були й такі, які пиячили та не відробляли панщини, зокрема, один з них Мартин Максимович Охринюк (він же Грицюк). Поміщик Адольф Врублєвський неодноразово засівав й обробляв його ґрунт, а також намагався виправити селянина, відправивши його у 1852 р. на один рік (у археографічному збірнику зафіксовано шість місяців) до арештантських рот за пияцтво та волоцюзтво. Однак, у ревізькій казці запис про Мартина Максимовича свідчить, що до власного дому він так і не повернувся.
Наступна частина справи стосується дворових будівель сс. Ворчин і Пузів, реєстру господарського інвентаря, судових позовів поміщика на зменшення податку з його маєтку й ін.
Окрім цього документу, в Державному архіві Житомирської області зберігаються ще дві справи, які вказують про викуп землі з Ворчино-Пузівського маєтку сільським населенням у поміщика Адольфа Врублєвського. Зазначений подвірний список осіб, які мали сплатити викупну суму за садибну осілість понад 97 руб.

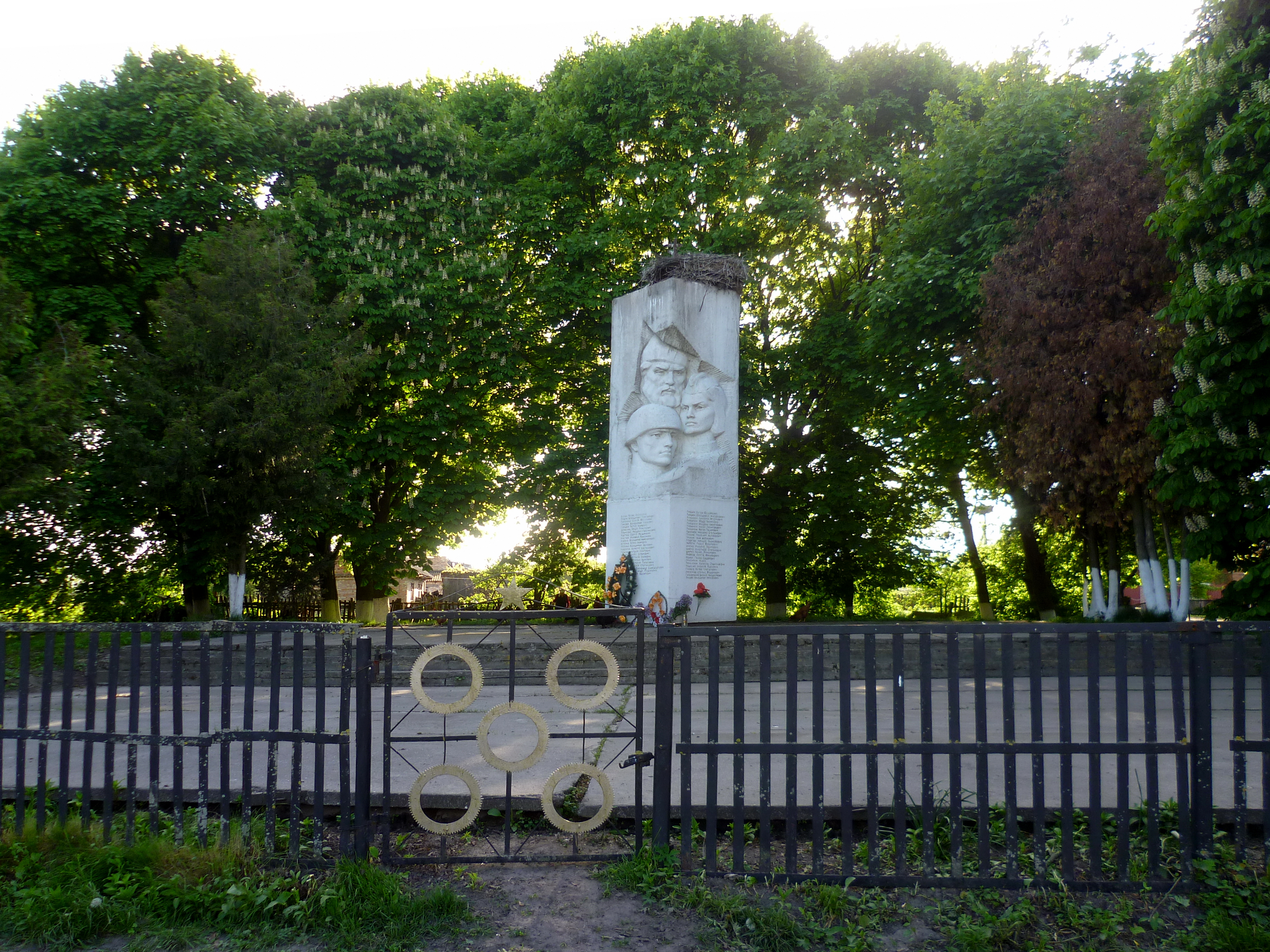
Пам'ятник землякам (1970 рік)

У 1906 році село Пузів Коритницької волості Володимир-Волинського повіту Волинської губернії. Відстань від повітового міста 12 верст, від волості 21. Дворів 70, мешканців 556.
До 14 серпня 2015 року — адміністративний центр Зорянської сільської ради Володимир-Волинського району Волинської області.
12 червня 2020 року, відповідно до розпорядження Кабінету Міністрів України № 708-р «Про визначення адміністративних центрів та затвердження територій територіальних громад Волинської області», увійшло до складу Устилузької міської територіальної громади.
19 липня 2020 року, в результаті адміністративно-територіальної реформи та ліквідації  Володимир-Волинського району(1940—2020), село увійшло до новоутвореного Володимир-Волинського району (від 18 липня 2022 Володимирського).

## Населення
У XVI ст. населений пункт знаходився на території Великого князівства Литовського (після 1569 р. – Речі Посполитої). Як приклад, можна навести частину тексту із «Археографічного збірника документів» за 1867 р., де вказано розміщення села та його кордони. Документ датується 1545 р.: «Мѣсеца Сентебря 16 день, у четвергъ. Ставшы у того врочыща Паровца, въ которого подали Овлучемскіе земяне великого князства повѣту Володимерского панъ Богушъ, а панъ Тимошъ а Ѳедоръ зъ имѣнья своего Пузова повѣдил и, ижъ тутъ естъ наша граница у пяты пановъ Овлучымскихъ у Паровца и повѣдили, ижъ по праву естъ земля села Стежерицкого Городельского повѣту, а полѣву великого князства, земля имѣнья нашого Пузовского. И вели насъ отъ того врочища Паровца отъ болота границою своею; которую менили быти промежку великого князства села своего Пузова и промежку села Стежерицкого Городльского къ Пещаному броду, отъ броду къ ставищамъ, край грады, держачи граду по праву у Коруну, ажъ до врочища Лѣсковъ, отъ Лѣсковъ вели насъ къ Самотешы, отъ Самотешы до дороги, которая идеть съ Стежеричъ къ Володимеру. Тутъ повѣдили панове Пузовскіе, ижъ тутъ у тое дороги граница наша кончить, а пришла земля Устилузская великого князства а села владыки Володимерского Ѳедоровского великого жъ князства.
Того обводу, куды земяне Пузовскіе вели, поченъ отъ Паровца болота до дороги, которая идеть съ Стежеричъ къ Володимеру, вдолжъ якобы на милю, а поперекъ на полъ мили.».
Починаючи з середини XVI ст. і до початку XX ст. с. Пузів перебувало у власності різних родин, зокрема, Пузовських – Марини та Раїни, дідича Станіслава Козики, спадкоємниці Кристини Вольської (орендар Зофія Вольська), Богдана Туминського (1587 р.), Максима Людовича (1609 р.), Станіслава Вольського (1620-ті рр.), Дмитра Грознова (1811–1819 рр.), Фоми Жигодуського (1824–1828 рр.), Христофора Мясковського і Михайла Рудковського (1833–1844 рр.), Вікентія Скибнєвського (1836–1846 рр.), Зенона і Адольфа Врублевських (1846–1862 рр.), Еміліана Врублевського і Петра Виноградського, Христофора Корбєна (1913 р.).
На етапі становлення унії на території Волинського воєводства представники шляхти переймалися проблемами духовного життя власного регіону. Переважна більшість із них належала до числа вірних латинського обряду, але підтримувала унію у своїх володіннях за правом патронату; брала участь у формуванні кадрів парафіяльного духовенства. Так, у тестаменті Станіслава Вольського (римо-католика за віросповіданням) від 1620-го р. згадується настанова духовенству східного обряду в його маєтках (Пузів, Литва та Рогачі) завжди триматися унії. У цьому ж році він зробив вагомий внесок у якості фундатора – пожертвував на уніатську церкву (мала назву Різдва Христового) 0,5 волоки поля (приблизно 10 га) та 50 злотих на придбання церковного начиння. Це була сімейна церква родини Пузовських, яка мала усипальницю. В ній знайшли свій вічний спочинок Аврам та Костянтин Пузовські. Як склалася подальша доля церкви Різдва Христового та будівництво наступної церкви св. апостола та євангеліста Івана Богослова, на жаль, невідомо.
На початку XVII ст. після жорсткої сеймової та судової боротьби, релігійна ситуація в Речі Посполитій поступово стабілізувалася. Унійна Церква поширила та закріпила свою владу на значних територіях. Проте, після першого поділу Польщі (1772 р.) Церква була поділена між двома імперіями: Габсбургів та Романових. На приєднаних до Російської імперії українських землях створили православні парафії. У православної церкви відразу виникало багато проблем із забезпеченням церковно- та священнослужителів, оскільки представників унійного кліру було значно більше, ніж наявного православного духовенства. Також з новопризначених благочинних і його помічників – осіб духовного стану вимагалося подання відомостей про тих осіб, котрі приєдналися до православ’я або були проти, з перерахуванням прізвищ священників, назв церков і сіл. До цього переліку в 1796 р. потрапило с. Пузів Володимирського повіту Волинської губернії. Зазначені імена і прізвища вірян, священника Пузівської парафії (загалом вказано 15 осіб, зокрема, отець Андрій Левіцькій і жителі села: Прокопій Чиж, Онуфрій Мищук, Андрій Костюк, Василь Фещук, Степан Данилюк, Миколай Воєводюк, Єрмолай Демчук, Єфрем Грицюк, Миколай Грицюк, Демко Моличук, Іван Трєнавській, Василь Лусюк, Степан Сенчук,  Василь Причка) фіксували перехід у православ’я.
Андрій Левіцькій був поставлений єпископським рукоположенням (висвятою) на уділення усіх священних таїнств Семеном Млоцьким 10 грудня 1791 р. У 1798 р. його перевели до парафії м. Устилуг Володимирського повіту Волинської губернії. Проте, з 1796 по 1827 рр. він й надалі опікувався Пузівською парафією. Лише протягом 1798–1800 рр., 1804, 1806–1807, 1813 рр., 1824 р. посада священнослужителя було зайнята.
Наприкінці XVIII ст. до православної парафії належали два населені пункти: Пузів і Ворчин. У 1831 р. Пузівську парафію приєднали до парафії церкви св. апостолів Петра і Павла м. Устилуг. Усі записи про народження, шлюб і смерть велися в одній метричній книзі за назвою як Устилуго-Пузівська парафія. Метричні книги були передані до Волинської духовної консисторії і деякі з них збережені донині.
З 1860-х рр. церква св. апостола та євангеліста Івана Богослова була непридатною для проведення богослужінь. З дозволу єпархіального архієрея полагоджена та освячена 26 вересня 1865 р.
У 1893 р. при православній парафії відкрили церковно-парафіяльну школу. 12 років школа знаходилася у непристосованій для навчання будівлі – тогочасній місцевій корчмі. Для поліпшення умов школи Пузівське селянське товариство виділило землю. Будівництво нового приміщення виконували за спеціальним планом, який затвердили у Волинській єпархіальній училищній раді. Фінансування проводили згідно асигнованих коштів § 11 ст. 1 Губернської земської повинності, кількістю у 482 руб. 87 коп. з процентами. Старе приміщення розібрали, а дерев’яний матеріал залишили, використавши для нового. Її відкриття відбулося у 1906 р.
У власності школи була земля (1300 кв. саж.; 1 дес. 125 кв. саж. знаходилося поміж селянських полів), яку передало Пузівське селянське товариство. Землею користувався учитель школи Йосип Васильович Остапюк. Цю посаду він займав понад 14 р. З серпня 1908 р. посаду завідувача школи займав священник Андрій Голіков, а «попечителя» – місцевий поміщик Федір Корбєн.
Кожного року кількість учнів зростала. До прикладу, в 1905 р. у школі навчалося 35 учнів, а в 1909 р. – 56 (37 хлопч. і 19 дівч.). У ній вивчали не лише церковні дисципліни, а й проводили читання, зокрема у 1901 р. протягом 1–5 неділі Великого посту та у Вербну суботу. Була обрана тема «Про святу Землю». Кількість присутніх сягала від 90 до 130 чоловік. Також у школі був створений церковний хор, у якому співали учні школи та віряни дорослого віку. Хором керував дяк церкви Володимир Мельніцькій.
На початку XX ст. планувалося, що святиня у с. Пузів буде заново відбудована та діяти як самостійна парафія. Інформація, яка зафіксована у «Волинських єпархіальних відомостях» від 21 травня 1906 р., вказує на те, що: «По указу Его Императорского Величества, СвятҌйшій Правительствующій Сɣнодъ слушали: рапортъ Вашего Преосвященства отъ 29 апрҌля 1905 года за № 278, объ открытіи самостоятельного прихода при Іоанно-Богословской церкви села Пузова, Владимірволынскаго уҌзда, принадлежащей къ Устилугскому приходу, съ назначеніемъ причту содержанія изъ казны. Приказали: Согласно ходатайству Вашего Преосвященства, СвятҌйшій Сɣнодъ опредҌляеть открывъ при Іоанно-Богословской церкви въ селҌ ПузовҌ, Владимірволынскаго уҌзда, самостоятельный приходъ съ причтомъ изъ священника и псаломщика, назначитъ на содержаніе причта новооткрываемого прихода по триста пятидесяти рублей въ годъ; въ томъ числҌ священнику 300 рублей и псаломщику 50 рублей съ отнесеніемъ этого расхода, со дня назначенія причта, на счетъ кредита, ассигнуемого изъ казны по § 6 ст. 1 финансовой смҌты СвятҌйшаго Сɣнода. О чемъ увҌдомитъ Ваше Преосвященство указомъ, а въ Хозяйственное Управленіе передатъ выписку изъ сего опрҌделенія. АпрҌля 26 дня 1906 года за № 4722. Подписали: Оберъ-Секретарь Петръ Мудролюбовъ и Секретарь Ал. Ростовскій. Съ подлиннымь вҌрно. Секретарь Консисторіи Е. СрҌтенскій.».
Так і сталося, нову церкву в с. Пузів побудували коштом парафіян. Освячення храму відбулося 24 вересня 1906 р. Фасад святині та дзвіниця були дерев’яними, на кам’яному фундаменті. Дахи покриті залізом і пофарбовані зеленою олійною фарбою, а стіни – світло-сірою. Приміщення прикрашене посередньо; престол один – в ім’я св. апостола та євангеліста Івана Богослова (25 вересня за старим стилем (Фото 3)). Описи церковного майна виконувалися двічі: 20 травня 1806 р. протоієреєм Духовного правління Василем Малєванським і 1906 р. священником м. Устилуг Миколаєм Новоселецьким. Останній опис доповнював наступний парафіяльний єрей. Копії метричних книг (з червня 1906 р.) і книга дошлюбних «обшуків» знаходилися в церкві. З 15 серпня 1910 р. посаду церковного старости займали Семен Лоборук, а з 1940-х рр. Леонтій Грицюк.
Щодо загальної кількості землі, то налічувала 66 дес. (з них 33 дес. церковної, 1 дес. садибної, 18 дес. орної, 14 дес. сінокісної). Проте, старожили села запевняли, що церковної землі мало б бути на 7 дес. більше. А, це означає, що ця кількість землі була самовільно захоплена.
На церковній землі не було жодних приміщень. Будинки для проживання священно- та церковнослужителів винаймалися у місцевих жителів або купувалися за особисті кошти. Зокрема, у 1907 р. єрей церкви с. Пузів Віктор Сімоновський придбав сарай у міщанина колонії Селіски Йосипа Вишневського. Згодом його розмістили на садибній землі.
У 1908 р. ситуація не змінилася. Наступний священник парафії Андрій Голіков збудував приміщення на зібрані від парафіян кошти, доклавши ще й власні (50 руб.) і церковні (35 руб.). Загальна вартість сягала 900 руб. Зовні він був дерев’яний і покритий соломою. А внутрішня частина будинку – обштукатурена. Поряд знаходилися сарай (побудований 1907 р.) і клуня (побудована 1909 р.). Інших господарських споруд не було, як і будинку для дяка. Він проживав на квартирі, яку для нього винаймали окремо.
Право власності на землю разом із Устилузькою парафією зафіксовано у трьох документах, які на початку XX ст. зберігалися в архіві Волинської духовної консисторії. Їхній зміст коротко описаний у клірових відомостях парафій м. Устилуг і с. Пузів. Наприклад, у першому документі зазначено, що Пузівськими поміщиками: Філіпом Івановичем, Матвієм Петровичем, Федором Мартиновичем був наданий документ на володіння церквою землі від 15 грудня 1550 р., у другому – відновлення межових ліній землі від 22 листопада 1616 р. (екстракт з Володимирських ґродських книг), третій – копією декрету Володимирського земського суду від 26 серпня 1802 р. Зазначена інформація взята з клірових відомостей з 1840-х по 1880-ті рр. У наступних – роки першого і третього документів (1505 і 1808 рр.), можливо є помилковими.
Сповідна відомість 1912 р. і метричні книги за 1936–1938 рр. – це єдині церковні документи Пузівської парафії, які збережені у Державних архівах Волинської і Житомирської областей. Дослідити повністю період із 1913 р. до 1944 р. не вдалося. Лише поодинокі документи фіксують головні пункти діяльності, стану парафії та її штату. Також в одному із документів вказано, що протягом 1921–1944 рр. настоятелем храму був Павло Кожа, а дяком Йосип Мельніцькій.
Останнім роком існування парафії церкви св. апостола та євангеліста Івана Богослова вважається 1944 р., зокрема, його день – 8 лютого. У пам’яті жителів закарбувався як день, коли храм був спалений. Також знищено більше 100 будинків. Після Другої світової війни на місці церкви встановили пам’ятник загиблим у боях односельчанам.
Неодноразово на зборах села місцеві жителі висловлювали бажання про створення нової парафії. Проте, не могли визначити місце для її побудови. Одна із мешканок села Марія Ярмолюк запропонувала територію власного городу, що знаходився навпроти пам’ятника. Цю ідею було підтримано. Спочатку контроль за будівництвом здійснював сільський староста Віктор Лоборук, а потім інший – Борис Ващук. Невдовзі воно завершилося і на свято Івана Богослова освятили новий храм. Першу літургію відслужили у 1994 р., а у 2015 р. освятили нові дзвони і дзвіницю. Щодо останньої події, то на урочистій службі були присутні: митрополит Луцький і Волинський Михаїл, декан протоієрей Євген Шевчук, настоятель парафії Віталій Іванів, священники Володимир-Волинського та Ковельського благочинних округів і представник Римсько-католицької церкви. Після молитви владика вручив пам’ятні церковні нагороди 18-ом жертводавцям (Павло Карпюк, Леонід Тихонюк, Ігор Антощак і ін.), які доклали чимало зусиль для будівництва триповерхової (22 м) дзвіниці.

Згідно з переписом УРСР 1989 року чисельність наявного населення села становила 307 осіб, з яких 135 чоловіків та 172 жінки.
За переписом населення України 2001 року в селі мешкало 337 осіб.

### Мова
Розподіл населення за рідною мовою за даними перепису 2001 року:
| Мова       | Відсоток |
| ---------- | -------- |
| українська | 99,41 %  |
| російська  | 0,59 %   |

## Посилання

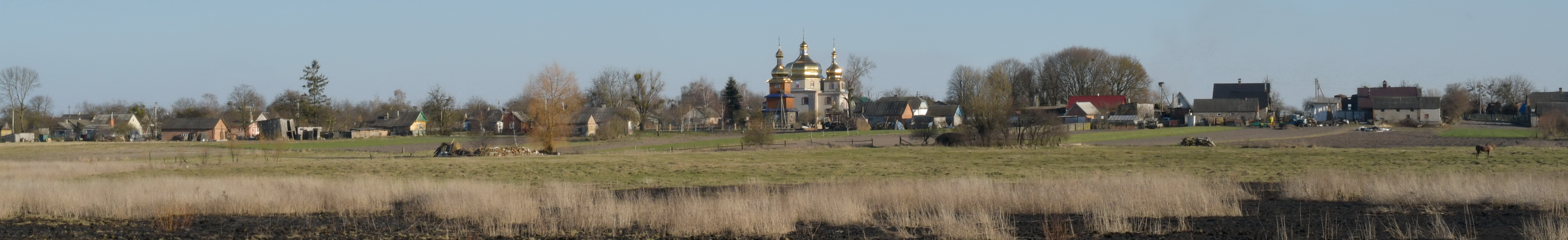
Панорама села Зоря — вигляд з північного заходу з автодороги О 030101

## Постаті
- Ліщук Віталій Леонідович (1986—2014) — солдат Збройних сил України, учасник російсько-української війни.